# Spodnje Ribiče
Spodnje Ribiče (nemško Unterfischern) je naselje v Občini Grabštanj v Okraju Celovec-dežela na Koroškem v Avstriji.